# Высотная адаптация у людей
Высотная адаптация человека — пример эволюционной модификации некоторых человеческих популяций, в том числе жителей Тибета в Азии, Анд в Северной и Южной Америках, и Эфиопии в Африке, которые приобрели способность выживать на высоте более 2500 метров. Эта адаптация означает необратимые долгосрочные физиологические реакции на высокогорную среду, связанные с наследственными поведенческими и генетическими изменениями. В то время как остальная часть населения пострадает от серьёзных последствий для здоровья, коренные жители этих регионов хорошо себя чувствуют в самых высоких частях мира. Эти люди претерпели обширные физиологические и генетические изменения, особенно в системах регуляции кислородного дыхания и кровообращения, по сравнению с населением низин в целом.
Около 81,6 миллиона человек, примерно 1,1 % мирового населения, постоянно живут на высоте более 2500 метров (8200 футов) подвергая эти популяции риску хронической горной болезни (CMS). Однако жители высокогорных районов Южной Америки, Восточной Африки и Южной Азии делали это на протяжении тысячелетий без видимых осложнений. Данная адаптация теперь признана примером естественного отбора в действии. Адаптация тибетцев — самый быстрый из известных примеров эволюции человека, поскольку, по оценкам, она происходила в любое время от 1000 г. до н. э. до 7000 г. до н. э.

## Происхождение и основа

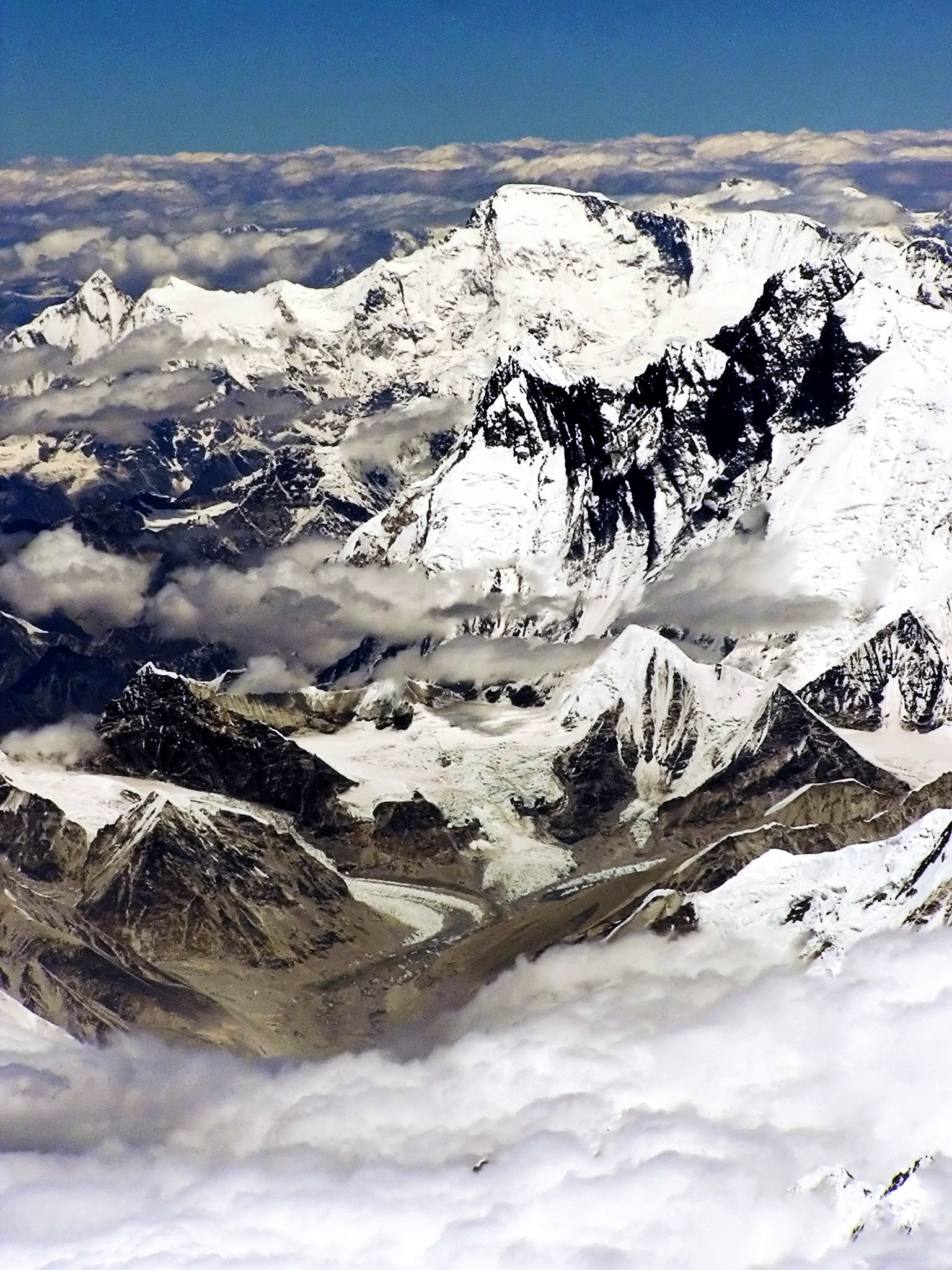
Гималаи, на южной окраине Тибетского плато.

Люди естественным образом адаптированы к окружающей среде низин, где много кислорода. Когда люди из общей низменности поднимаются на высоту более 2500 метров (8200 футов) они испытывают высотную болезнь, которая является разновидностью гипоксии, клиническим синдромом острой нехватки кислорода. Некоторые люди заболевают даже на высоте более 1500 метров (5000 футов). Осложнения включают утомляемость, головокружение, одышку, головные боли, бессонницу, недомогание, тошноту, рвоту, боль в теле, потерю аппетита, звон в ушах, образование пузырей и багрянку на руках и ногах, а также расширенные вены.
Болезнь усугубляется сопутствующими симптомами, такими как отёк мозга и отёк легких (скопление жидкости в лёгких). В течение нескольких дней люди много дышат и сжигают лишнюю энергию, даже когда их тело расслаблено . Затем частота сердечных сокращений постепенно снижается. Гипоксия, по сути, является одной из основных причин смерти альпинистов. Нахождение в высокогорной среде может оказать негативное влияние на беременность, например, из-за развития высокого кровяного давления, называемого преэклампсией, которое вызывает преждевременные роды, снижения веса новорождённых и часто осложняется обильным кровотечением, судорогами и смертью матери.
По оценкам, 81,6 миллиона человек во всем мире живут на высоте более 2500 метров (8200 футов) над уровнем моря, из которых 21,7 миллиона — в Эфиопии, 12,5 миллиона — в Китае, 11,7 миллиона — в Колумбии, 7,8 миллиона — в Перу и 6,2 миллиона — в Боливии. Некоторые уроженцы Тибета, Эфиопии и Анд жили на этих высотах в течение нескольких поколений и защищены от гипоксии в результате генетической адаптации. Подсчитано, что на высоте в 4000 метров (13 000 футов), в каждом глотке воздуха содержится только 60 % молекул кислорода, которые есть у людей на уровне моря. Таким образом, горцы постоянно находятся в среде с низким содержанием кислорода, но при этом живут без каких-либо изнурительных проблем. Одним из наиболее документированных эффектов большой высоты является постепенное снижение веса при рождении. Известно, что женщины из долгожителей высокогорного населения не страдают. Известно, что эти женщины рожают детей с более тяжелым весом, чем женщины из низинных жителей. Это особенно верно среди тибетских младенцев, чей средний вес при рождении на 294—650 (~ 470) г тяжелее, чем у окружающего китайского населения; и уровень кислорода в крови у них значительно выше.
Первые научные исследования высотной адаптации были проведены А. Роберто Фрисанчо из Мичиганского университета в конце 1960-х годов среди народа кечуа в Перу. Пол Т. Бейкер из Государственного университета Пенсильвании (на факультете антропологии) также провел значительное количество исследований по адаптации человека к высокогорью и обучал студентов, которые продолжали это исследование. Одна из этих студенток, антрополог Синтия Билл из Западного резервного университета Кейса, начала проводить исследования высотной адаптации среди тибетцев в начале 1980-х годов, продолжая этим заниматься по сей день.

## Физиологическая основа

### Тибетцы

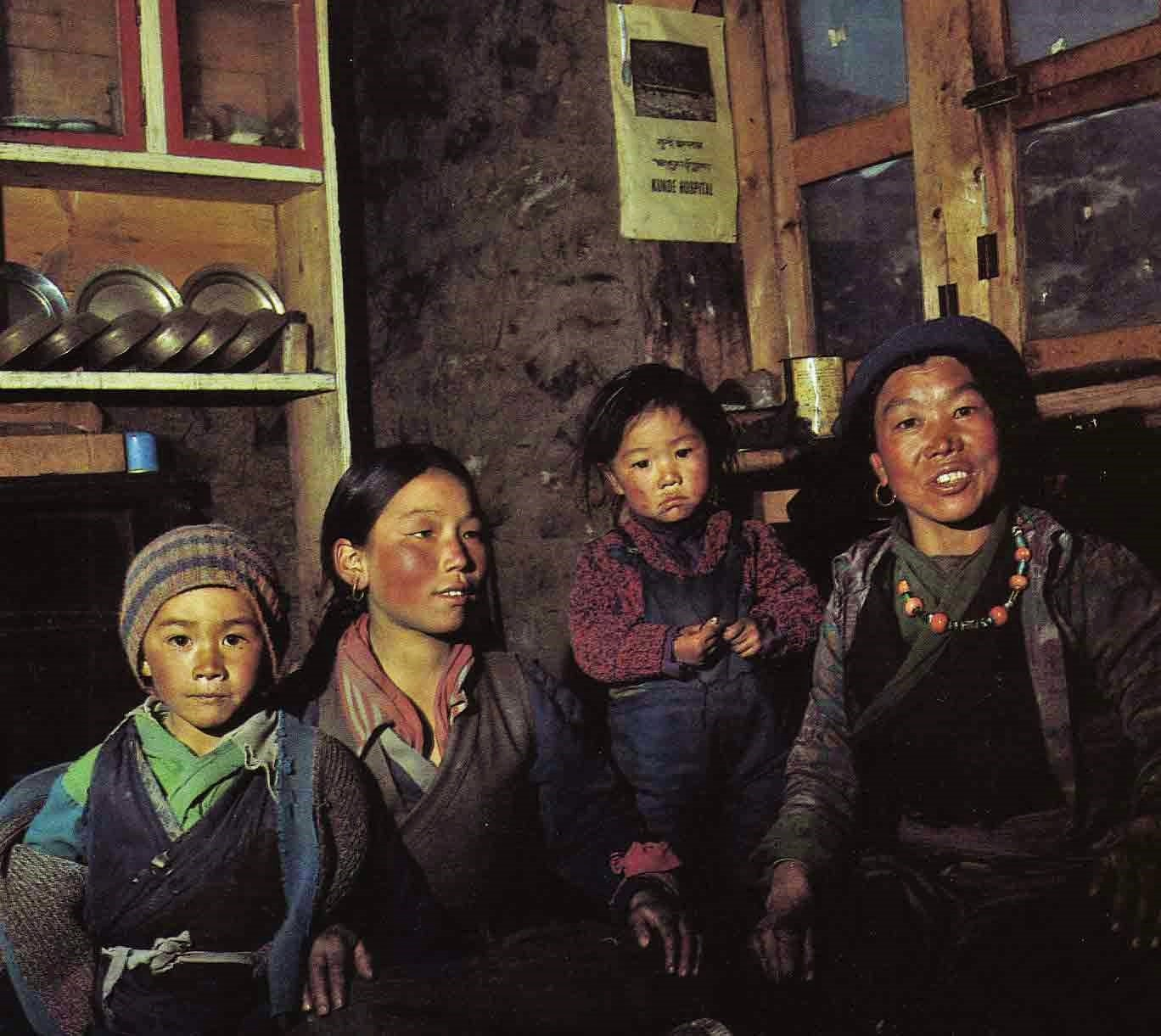
Семья народности Шерпа

Ученые начали замечать необычайную физическую работоспособность тибетцев с начала эры гималайского альпинизма в начале 20 века. Гипотеза о возможной эволюционной генетической адаптации имеет смысл. Средняя высота Тибетского плато 4000 метров (13 000 футов) над уровнем моря, и занимает площадь более 2,5 миллионов км2, это самое высокое и самое большое плато в мире. В 1990 году было подсчитано, что на плато проживают 4 594 188 тибетцев, из которых 53 % живут на высоте более 3500 метров (11 500 футов) . Довольно большое количество (около 600 000) живут на высоте более 4500 метров (14 800 футов) в районе Чантун-Циннань. Там, где живут тибетские горцы, уровень кислорода составляет всего около 60 % от его количества на уровне моря. Тибетцы, живущие в этом регионе в течение 3000 лет, не демонстрируют повышенных концентраций гемоглобина, чтобы справиться с дефицитом кислорода, как это наблюдается у других популяций, которые временно или постоянно перемещались на больших высотах. Вместо этого тибетцы вдыхают больше воздуха с каждым вдохом и дышат быстрее, чем жители уровня моря или жители Анд. У тибетцев лучшая оксигенация при рождении, увеличенный объём легких на протяжении всей жизни и более высокая способность к упражнениям . Они демонстрируют устойчивое увеличение мозгового кровотока, более низкую концентрацию гемоглобина и меньшую подверженность хронической горной болезни, чем другие группы населения, из-за их более длительного проживания на больших высотах.
У людей может развиться кратковременная толерантность при тщательной физической подготовке и систематическом мониторинге движений, но биологические изменения являются временными и обратимыми, когда люди возвращаются в низины. В отличие от жителей равнин, которые испытывают учащенное дыхание только в течение нескольких дней после выхода на большие высоты, тибетцы сохраняют учащенное дыхание и повышенную емкость легких на протяжении всей своей жизни. Это позволяет им вдыхать большее количество воздуха в единицу времени, чтобы компенсировать низкий уровень кислорода. Кроме того, у них высокий уровень (в основном вдвое) оксида азота в крови по сравнению с жителями равнин, и это, вероятно, помогает их кровеносным сосудам расширяться для улучшения кровообращения. Их уровень гемоглобина существенно не отличается (в среднем 15,6 г/дл у мужчин и 14,2 г/дл у женщин), от людей, живущих на небольшой высоте. (Обычно альпинисты испытывают повышение уровня гемоглобина более чем на 2 г/дл в базовом лагере на Эвересте за две недели). Таким образом они могут избежать последствий гипоксии и горной болезни на протяжении всей жизни. Даже когда они поднимались на самые высокие вершины, такие как Эверест, они показали регулярное потребление кислорода, лучшую вентиляцию, более быструю реакцию гипоксической вентиляции, больший объём легких, большую диффузионную способность, постоянную массу тела и лучшее качество сна по сравнению с людьми из низин.

### Жители Анд
В отличие от тибетцев, горцы Анд, живущие на больших высотах не более 11 000 лет, демонстрируют иную картину адаптации гемоглобина. Концентрация гемоглобина в крови у них выше, чем у жителей равнин, что также случается с жителями равнин, поднимающимися на большую высоту. Когда они проводят несколько недель в низинах, их гемоглобин падает до среднего уровня, как у других людей. Это показывает только временную и обратимую акклиматизацию. Однако, в отличие от жителей равнин, у них действительно повышен уровень кислорода в гемоглобине, то есть больше кислорода на объём крови, чем у других людей. Это дает им способность переносить больше кислорода в каждом эритроците, делая более эффективный перенос кислорода в теле, в то время как их дыхание по существу происходит с той же скоростью. Это позволяет им преодолевать гипоксию и нормально размножаться без риска смерти матери или ребёнка. По сообщениям миссионеров 16 века известно, что размножение Андских горцев всегда было нормальным, без какого-либо влияния на роды или риска ранней потери беременности, характерного для гипоксического стресса. У них наблюдается увеличенный остаточный объём легких и связанный с ним рост альвеолярной области, который дополняется увеличением толщины ткани и умеренным увеличением красных кровяных телец. Хотя физический рост размеров тела задерживается, рост объёмов легких ускоряется. Неполная адаптация, такая как повышенный уровень гемоглобина, по-прежнему подвергает их риску горной болезни в старости.

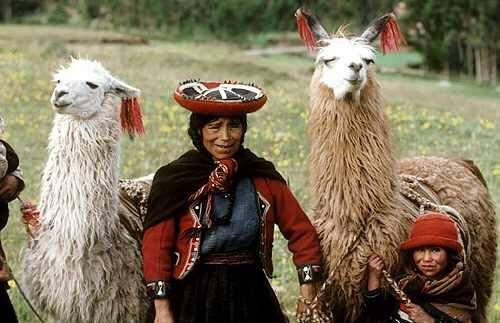
Женщина кечуа с ламами

Среди людей кечуа из Альтиплано наблюдается значительная вариация NOS3 (гена, кодирующего эндотелиальную синтазу оксида азота, eNOS), что связано с более высокими уровнями оксида азота на большой высоте. У детей Нуньоа (Nuñoa), принадлежащих к родословной кечуа, более высокое содержание кислорода в крови (91,3) и более низкая частота сердечных сокращений (84,8), чем у их сверстников-школьников другой национальности, у которых в среднем уровень кислорода в крови составляет 89,9, а частота сердечных сокращений — 88-91. Женщины происхождения кечуа, рождённые и выросшие на большой высоте, имеют сравнительно увеличенный объём легких для учащенного дыхания.

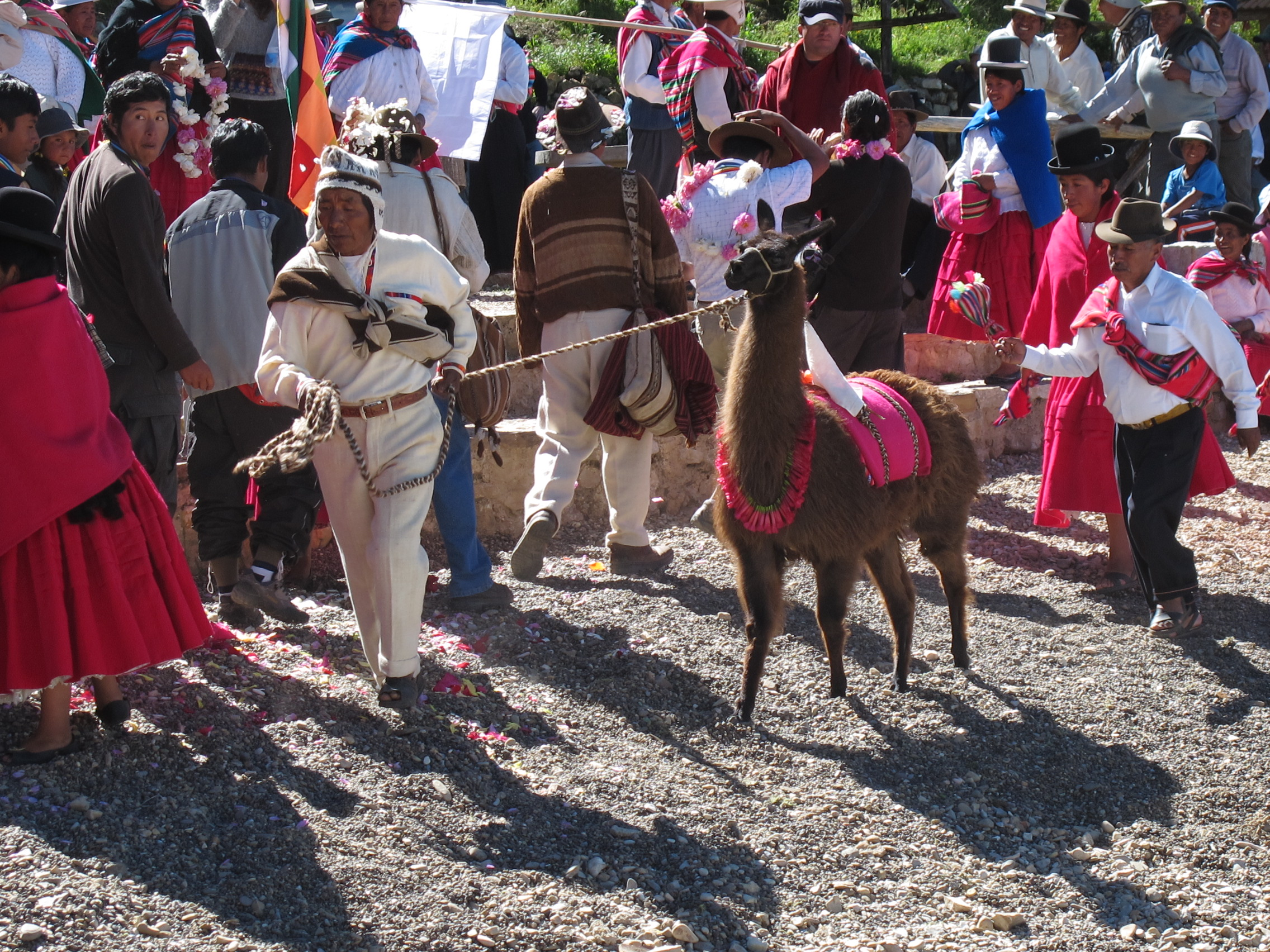
Церемония аймара

Сравнение профилей крови показывает, что среди жителей Анд аймарские горцы лучше приспособлены к высокогорью, чем кечуа. У боливийских аймара вентиляция в состоянии покоя и гипоксическая вентиляция были довольно низкими (примерно в 1,5 раза ниже), в отличие от тибетцев. Внутрипопуляционная генетическая изменчивость среди аймара была относительно меньшей. Более того, по сравнению с тибетцами, уровень гемоглобина в крови на больших высотах у аймарцев заметно выше, в среднем 19,2. г / дл для мужчин и 17,8 г / дл для женщин.
Среди различных коренных популяций горцев лежащие в основе физиологические реакции на адаптацию весьма различны. Например, среди четырёх количественных характеристик, таких как вентиляция в состоянии покоя, гипоксическая респираторная реакция, сатурация кислорода и концентрация гемоглобина, уровни вариаций значительно различаются между тибетцами и аймарами. Метилирование также влияет на оксигенацию.

### Эфиопы
Народы эфиопского нагорья также живут на очень больших высотах, от 3000 метров (9800 футов) до 3500 метров (11 500 футов). У горцев Эфиопии повышенный уровень гемоглобина, как у жителей Анд и низин на больших высотах, но у жителей Анд не наблюдается повышения содержания кислорода в гемоглобине. Среди здоровых людей средние концентрации гемоглобина составляют 15,9 и 15,0 г/дл для мужчин и женщин соответственно (что ниже нормы, почти как у тибетцев), а средняя сатурация гемоглобина кислородом составляет 95,3 % (что выше среднего показателя)., как и у Анд). Кроме того, у эфиопских горцев не наблюдается каких-либо значительных изменений в кровообращении мозга, которые наблюдались у горцев Перу (и приписывались их частым заболеваниям, связанным с высотой). Тем не менее, подобно жителям Анд и Тибетцам, горцы Эфиопии невосприимчивы к чрезвычайным опасностям, исходящим от высокогорной окружающей среды, и их модель адаптации определённо уникальна по сравнению с другими высокогорными народами.

## Генетическая основа
Молекулярная эволюция высотной адаптации была изучена и понята сравнительно недавно. В зависимости от географических факторов и факторов окружающей среды высотная адаптация включает в себя различные генетические паттерны, некоторые из которых сформировались совсем недавно. Например, тибетские адаптации стали преобладать за последние 3000 лет, что является быстрым примером недавней эволюции человека . На рубеже 21 века сообщалось, что генетический состав респираторных компонентов тибетского и эфиопского населения значительно различается.

### Тибетцы
Обширные данные, полученные среди тибетских горцев, предполагают, что вариации гемоглобина и уровня кислорода в крови адаптивны, как и дарвиновская приспособленность. Было документально подтверждено, что тибетские женщины с высокой вероятностью обладания одним-двумя аллелями высокого содержания кислорода в крови (что необычно для нормальных женщин) имели больше выживших детей; чем выше кислородная емкость, тем ниже детская смертность. В 2010 году впервые гены, ответственные за уникальные адаптивные особенности, были идентифицированы после секвенирования генома 50 тибетцев и 40 китайцев хань из Пекина. Первоначально наиболее сильным сигналом естественного отбора был обнаруженный фактор транскрипции, участвующий в реакции на гипоксию, называемый эндотелиальным протеином 1 домена Per-Arnt-Sim (PAS) (EPAS1). Было обнаружено, что один однонуклеотидный полиморфизм (SNP) в EPAS1 показывает разницу в частоте 78 % между образцами из Тибета и материкового Китая, что представляет собой самое быстрое генетическое изменение, наблюдаемое в любом гене человека на сегодняшний день. Следовательно, адаптация тибетцев к большой высоте становится самым быстрым процессом фенотипически наблюдаемой эволюции человека который, по оценкам, произошел несколько тысяч лет назад, когда тибетцы отделились от населения материкового Китая. Время генетической дивергенции по разным оценкам составляло 2750 (первоначальная оценка), 4725, 8000, или 9000 лет назад. Мутации в EPAS1, более частые у тибетцев, чем у их ханьских соседей, коррелируют со снижением концентрации гемоглобина у тибетцев, что является признаком их адаптации к гипоксии. Одновременно два гена, например, девятый гомолог 1 (EGLN1) (который ингибирует выработку гемоглобина при высокой концентрации кислорода) и альфа-рецептор, активируемый пролифератором пероксисом (PPARA), также были идентифицированы как положительно отобранные в отношении пониженной природы гемоглобина у тибетцев.
Точно так же шерпы, известные своей гималайской выносливостью, демонстрируют аналогичные закономерности в гене EPAS1, что ещё раз подтверждает, что этот ген проходит отбор для адаптации к высокогорной жизни тибетцев. Исследование, проведенное в 2014 году, показывает, что мутантный ген EPAS1 мог быть унаследован от архаичных гомининов, денисовцев. EPAS1 и EGLN1, безусловно, главные гены уникальных адаптивных признаков, по сравнению с теми, китайцев и японцев. Сравнительный анализ генома в 2014 году показал, что тибетцы унаследовали равную смесь геномов от непальских шерпа и ханса, а адаптивные гены они получили от линии шерпа. Кроме того, расщепление населения, по оценкам, произошло примерно от 20 000 до 40 000 лет назад, ряд которых подтверждает археологические данные, свидетельства ДНК митохондрий и Y-хромосомы о первоначальной колонизации Тибетского плато около 30 000 лет назад.
Гены (EPAS1, EGLN1 и PPARA) функционируют во взаимодействии с другим геном, названным фактором, индуцируемым гипоксией (HIF), который в свою очередь является основным регулятором красного производства клеток крови (эритропоэз) в ответ на кислородный обмен. Гены связаны не только со снижением уровня гемоглобина, но и с регулированием энергетического обмена. EPAS1 в значительной степени связан с повышенной концентрацией лактата (продукт анаэробного гликолиза), а PPARA коррелирует со снижением активности окисления жирных кислот. EGLN1 кодирует фермент пролилгидроксилазу 2 (PHD2), участвующий в эритропоэзе. У тибетцев мутация в EGLN1 (особенно в положении 12, где цитозин заменен гуанином; и в позиции 380, где G заменяется на C) приводит к появлению мутантного PHD2 (аспарагиновая кислота в позиции 4 становится глутамином, а цистеин в позиции 127 превращается в серин.), и эта мутация подавляет эритропоэз. По оценкам, мутация произошла около 8000 лет назад. Кроме того, тибетцы обогащены генами, относящимися к классу болезней репродуктивной системы человека (такими как гены из кластеров генов DAZ, BPY2, CDY и HLA-DQ и HLA-DR), а также категориями биологических процессов реакции на стимул повреждения ДНК и ДНК. репарации (например, RAD51, RAD52 и MRE11A), которые связаны с адаптивными особенностями, связанными с высокой массой тела при рождении и более темным оттенком кожи, и, скорее всего, связаны с недавней местной адаптацией.

### Жители Анд
Паттерны генетической адаптации у жителей Анд в значительной степени отличаются от таковых у тибетцев, при этом обе популяции демонстрируют доказательства положительного естественного отбора в различных генах или областях генов. Тем не менее, EGLN1, по-видимому, является основным признаком эволюции, поскольку он свидетельствует о положительном отборе как у тибетцев, так и у жителей Анд. Даже в этом случае характер изменения этого гена отличается в двух популяциях. Среди жителей Анд не существует каких — либо существенных ассоциаций между EPAS1 или EGLN1 SNP генотипов и концентрации гемоглобина, который был характеристика тибетцев. Последовательности всего генома 20 жителей Анд (половина из которых страдает хронической горной болезнью) показали, что два гена, SENP1 (регулятор эритропоэза) и ANP32D (онкоген), играют жизненно важную роль в их слабой адаптации к гипоксии.

### Эфиопы
Адаптивный механизм у эфиопских горцев совершенно иной. Вероятно, это связано с тем, что их миграция в высокогорье была относительно ранней; например, амхара жили на высоте более 2500 метров (8200 футов) течение не менее 5000 лет и на высоте около 2000 метров (6600 футов) до 2400 метров (7900 футов) более 70000 лет. Геномный анализ двух этнических групп, амхара и оромо, показал, что вариации генов, связанные с различием гемоглобина у тибетцев или другими вариантами в одном и том же месте гена, не влияют на адаптацию у эфиопов. Определение специфических генов далее показывает, что несколько генов — кандидатов участвуют у эфиопов, в том числе CBARA1, VAV3, ARNT2 и THRB . Два из этих генов (THRB и ARNT2), как известно, играет роль в HIF-1 пути, путь замешан в предыдущей работе сообщался в тибетском и Андских исследованиях. Это подтверждает идею о том, что адаптация к большой высоте возникла независимо у разных горцев в результате конвергентной эволюции.